# Encarsia norani
Encarsia norani är en stekelart som beskrevs av Hayat 1989. Encarsia norani ingår i släktet Encarsia och familjen växtlussteklar. Inga underarter finns listade i Catalogue of Life.